# Chamalières
Chamalières é uma comuna francesa na região administrativa de Auvérnia-Ródano-Alpes, no departamento Puy-de-Dôme. Estende-se por uma área de 3,77 km². Em 2010 a comuna tinha 17 835 habitantes (densidade: 4 730,8 hab./km²).589 hab/km².